# 國際軍團第1營
國際軍團第1步兵營（羅馬化：1 pihotnyi batalion internacionalnogo legionu），又稱「國際軍團第1營」或「第1國際軍團」，是烏克蘭武裝部隊的一部分，隸屬於2022年2月27日組建的烏克蘭領土防衛國際軍團。 該營隸屬於「國際軍團」架構中的4個單位之一，其成員來自美國、克羅地亞、巴西和日本等多個國家。
該營參與多場關鍵戰役，如庫皮揚斯克戰役和巴赫穆特戰役。在2022年8月前，該營被稱為第1營「沃夫科達夫」（羅馬化：1-j batalʹjon «Vovkodav»），並使用與目前不同的徽章。

## 歷史

### 成立

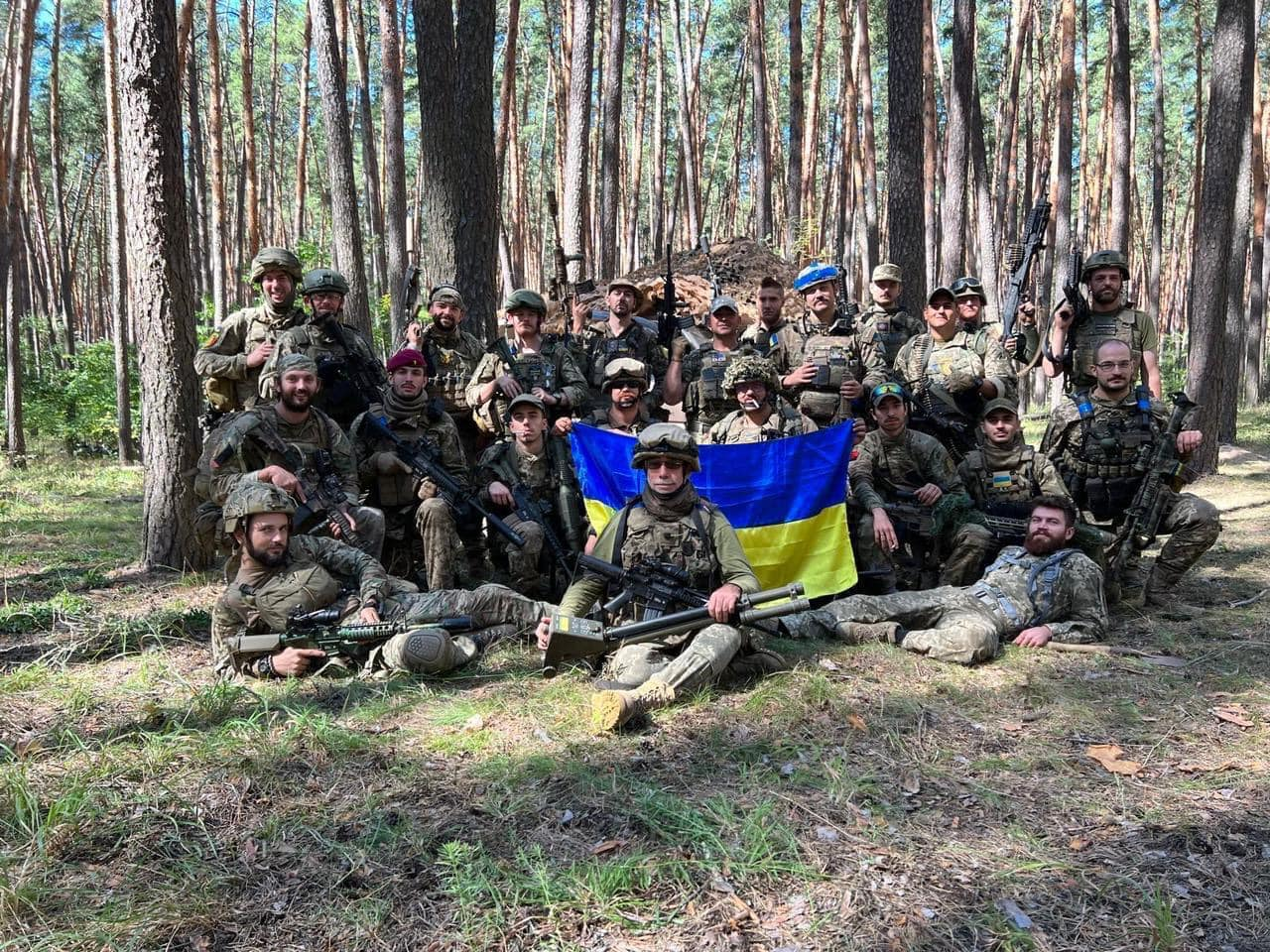
第1營的成員，2022年10月拍攝

2022年2月27日，烏克蘭總統弗拉基米爾·澤連斯基宣佈成立一支國際作戰部隊，以幫助抵禦俄羅斯的入侵，維護烏克蘭的主權和獨立。隨著烏克蘭領土防衛國際軍團的成立，構成其架構的各個營隊也隨之設立。該營最初被命名為第1營「沃夫科達夫」，其成員來自美國、日本、愛爾蘭和克羅地亞等多國，還包括一些美國海軍陸戰隊的退伍軍人。
該營的指揮官為「博赫丹」，這名軍事指揮官並未公開亮相或透露全名，以免暴露身分而遭遇危險。隨後，由於營內發生不當行為和管理問題，「博赫丹」被調任至第3特種營。

### 改革
2022年5月，指揮官由烏克蘭的「博赫丹」換成另一位名為「阿納托利」的指揮官，原因是調查發現「博赫丹」存在多宗不當行為指控。2022年8月，該營的名稱和徽章均進行了調整。

### 問題與指控

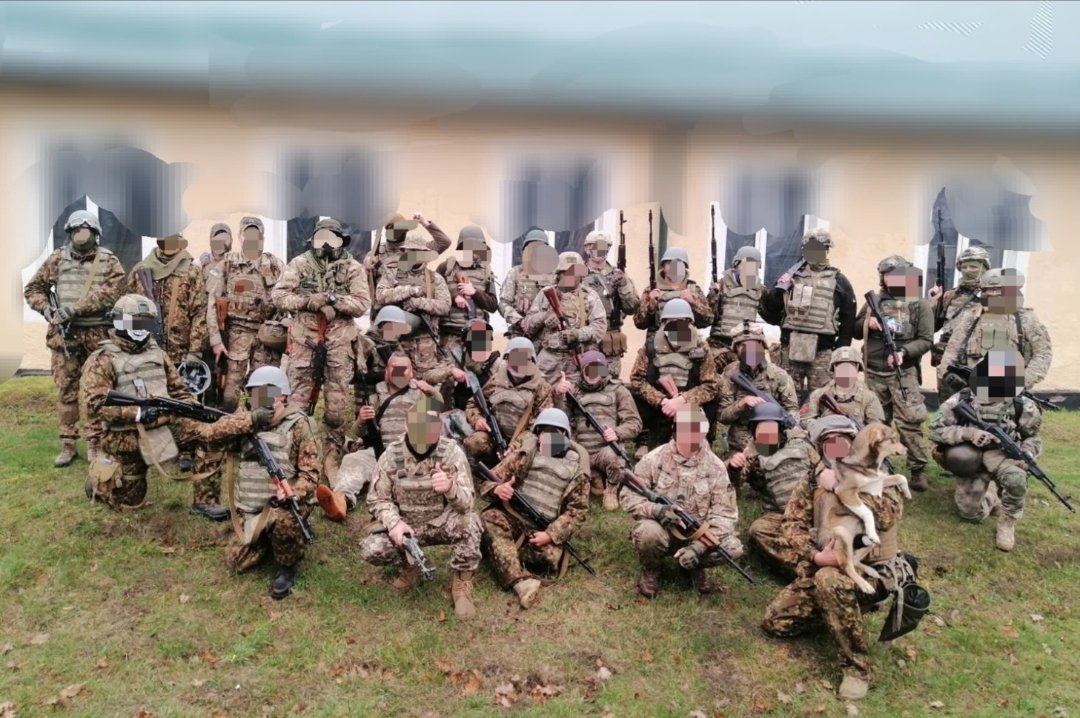
2023年2月，第1營的成員在訓練中。

2022年11月30日，《基輔獨立報》刊載一篇揭露「國際軍團」內部多項問題的文章，尤其是針對第1營。該報導指出，許多軍團士兵聲稱營內存在大批輕型武器失蹤的情況，這些武器包括西方提供的小型武器，且士兵們懷疑部分指揮官可能涉及挪用。還有士兵指稱指揮官曾以武器威脅他們，並對成員進行霸凌和性騷擾，甚至還發生盜竊事件，以及一些士兵被無故驅逐。
參與清點的士兵表示，失蹤的武器中包括54把美國製M4卡賓槍、多種反坦克武器（如RPG和NLAW火箭筒）、手榴彈、手槍及數千發彈藥。此外，CZ 805布倫突擊步槍和FN SCAR突擊步槍的刺刀也從軍火庫失蹤。前任指揮官「博赫丹」後來聲稱，這些武器在高層許可下被運至某個訓練場地，以組建一支新的軍團部隊。
不少軍團士兵對部分人員如「巴卡利尤克」和「博赫丹」提出投訴，「巴卡利尤克」當時負責軍團的武器庫，正是在此期間發生武器失蹤。然而，許多國際軍團的士兵，尤其是第1營的成員，發現針對特定指揮官的不當行為提出的多次投訴並未得到任何回應。

### 徽章與綽號
在第1營成立後，部隊採用一枚反映其綽號和營號的徽章。原始徽章的設計為一面盾牌，分為上下兩部分，以象徵烏克蘭國旗。徽章上方用黃色字體標示該營的綽號「沃夫科達夫」，下方則刻有「國際軍團」和「第1營」字樣，後者以縮寫呈現。根據一名曾在該營服役的瑞士士兵的說法，「沃夫科達夫」意為「狼戰士」，象徵維京戰士，代表勇氣與戰鬥中的剛烈精神，並意指烏克蘭人具備維京血脈。此外，徽章還設計有隱蔽版，以降低顏色的辨識度，使其更不顯眼。
2022年8月，該營的徽章更換，社交媒體帳號開始使用新徽章，並重新標識為步兵營。新徽章經過顯著改動，去除「沃夫科達夫」的綽號和代表狼鬥士的象徵。盾牌改為左右垂直分隔，左側為紅色，右側為綠色，中央圖案則是一頂黃色的斯巴達頭盔，頭盔中央插有一把劍。在一些變體設計中，盾章上方有標有「國際軍團」字樣的標籤，這種版本更為常見。
約在2022年11月，徽章進行最後一次修改，盾牌顏色變為灰色，紅色部分改為與斯巴達頭盔相同的黃色。該徽章至今仍在使用，但舊版本的徽章偶爾仍然可以見到。

#### 徽章圖案

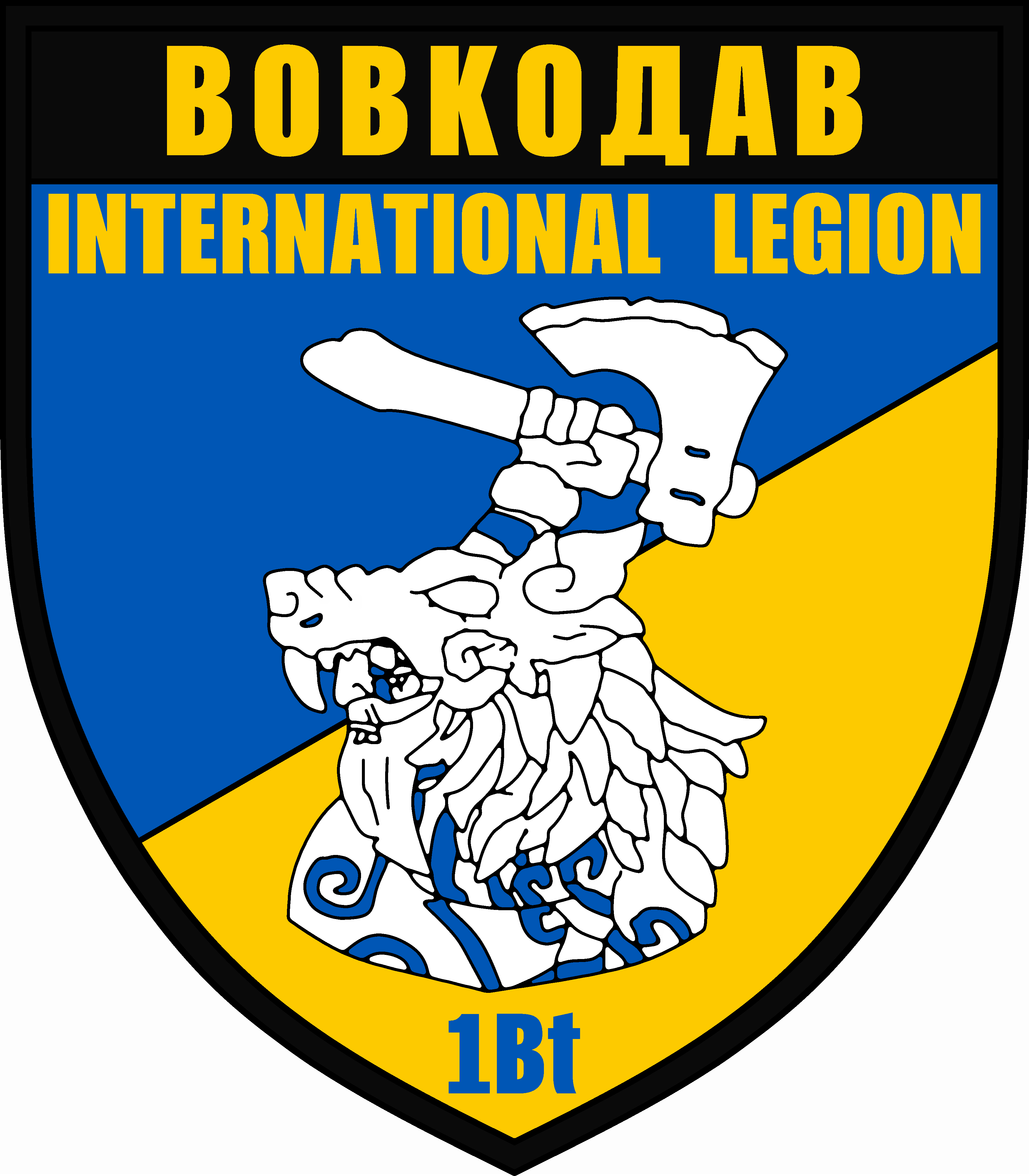
第1營「沃夫科達夫」的舊款肩章。
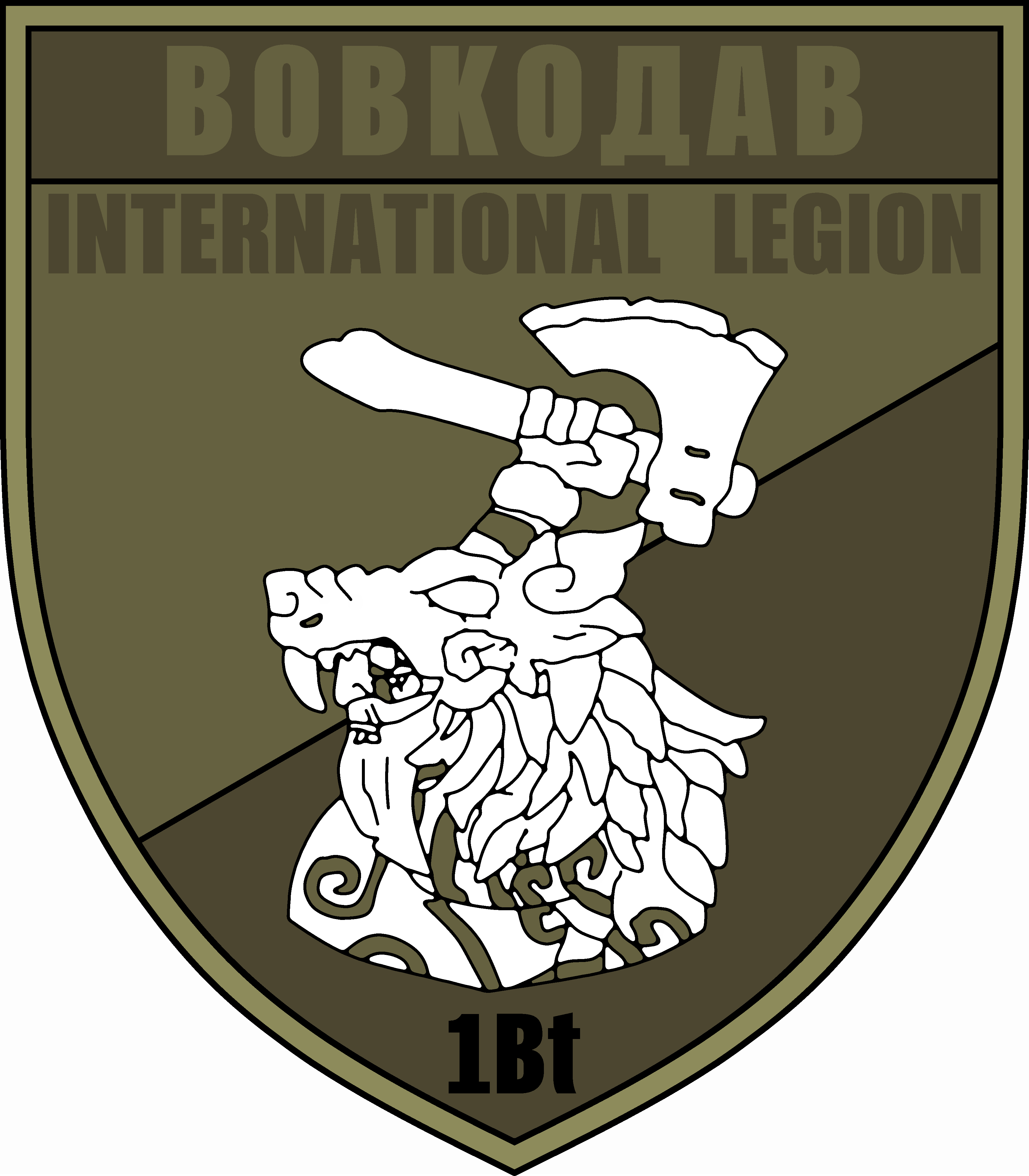
第1營「沃夫科達夫」的隱蔽版舊款肩章。
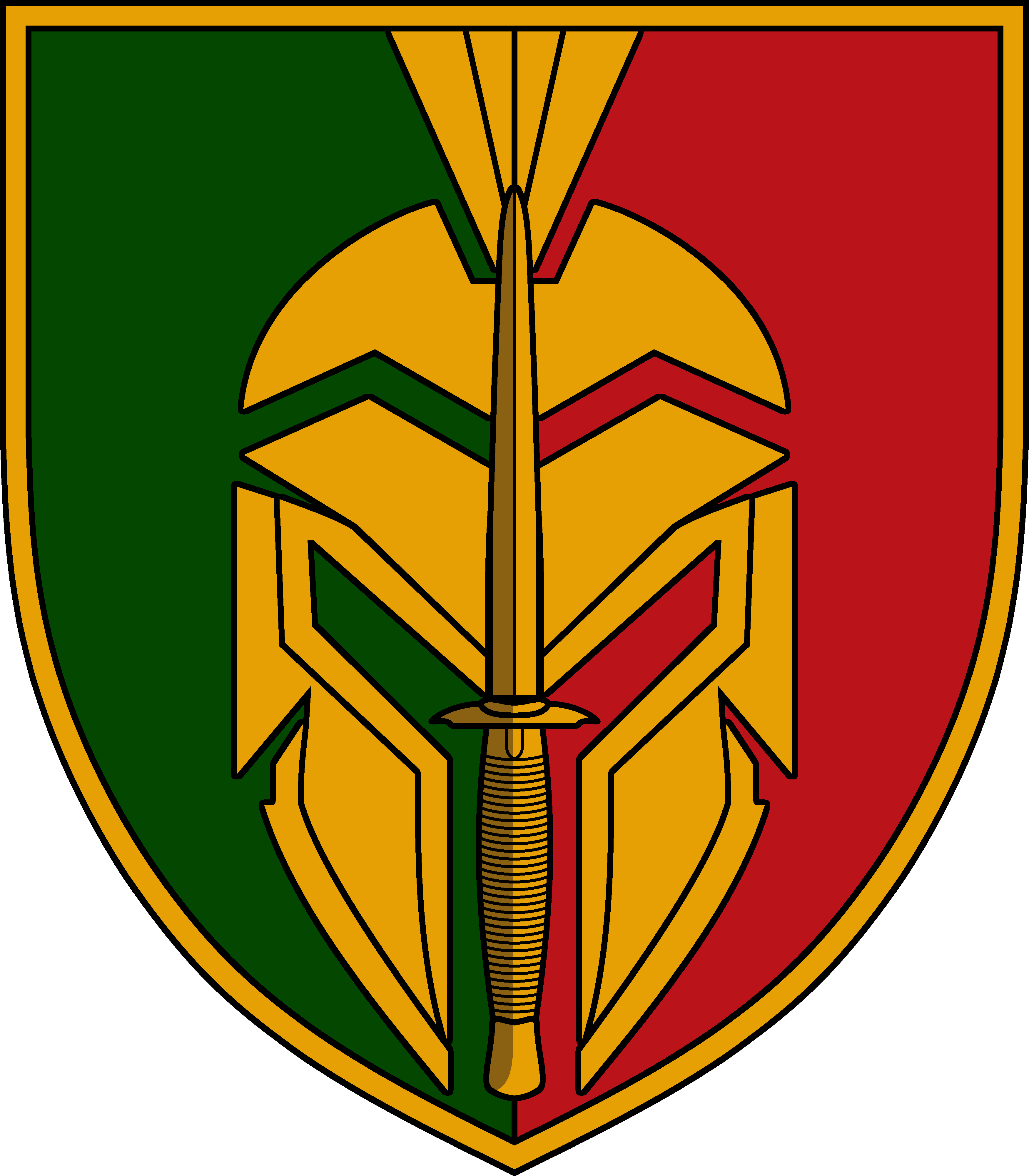
第1營的舊款肩章。
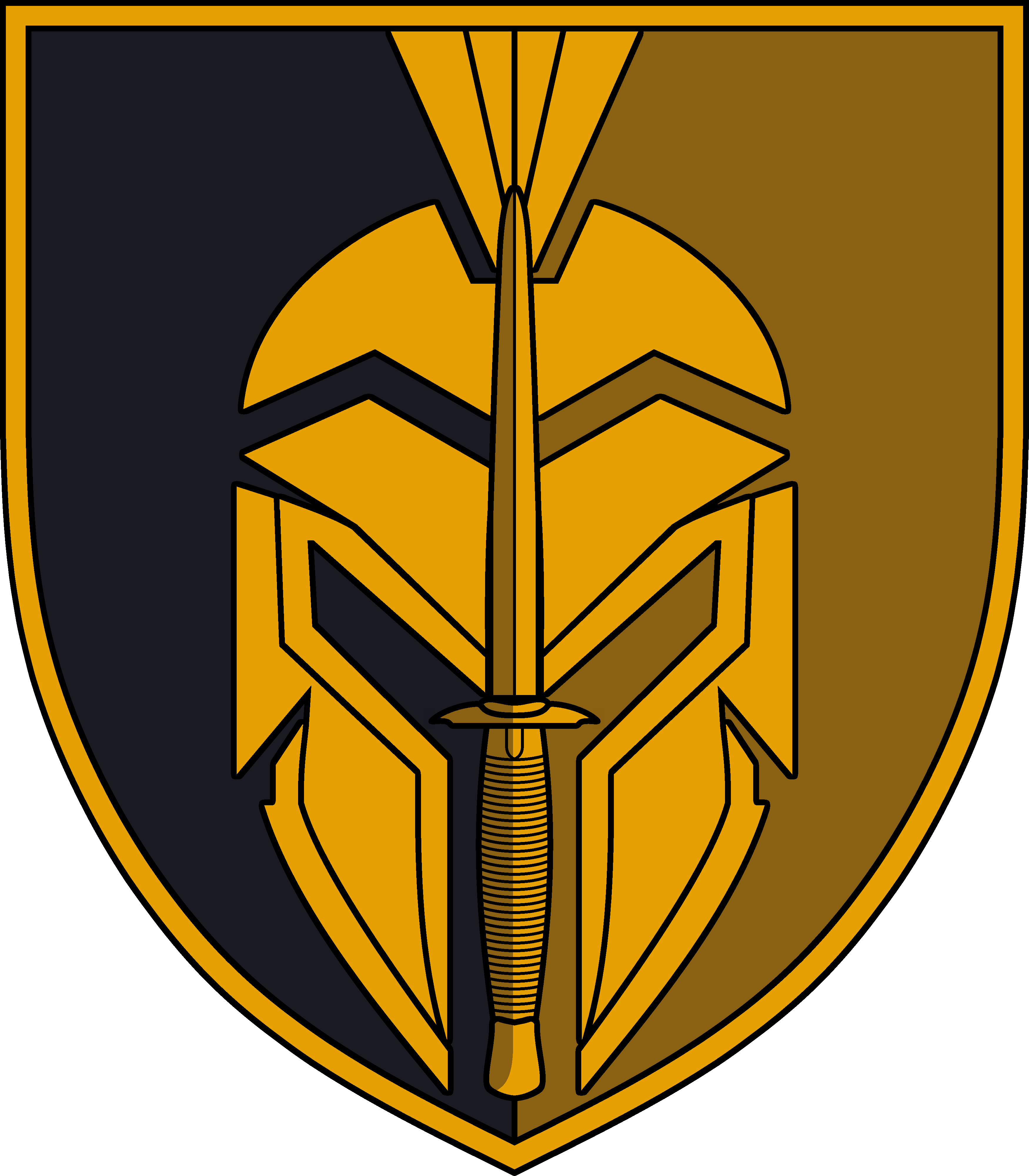
第1營的現行肩章。
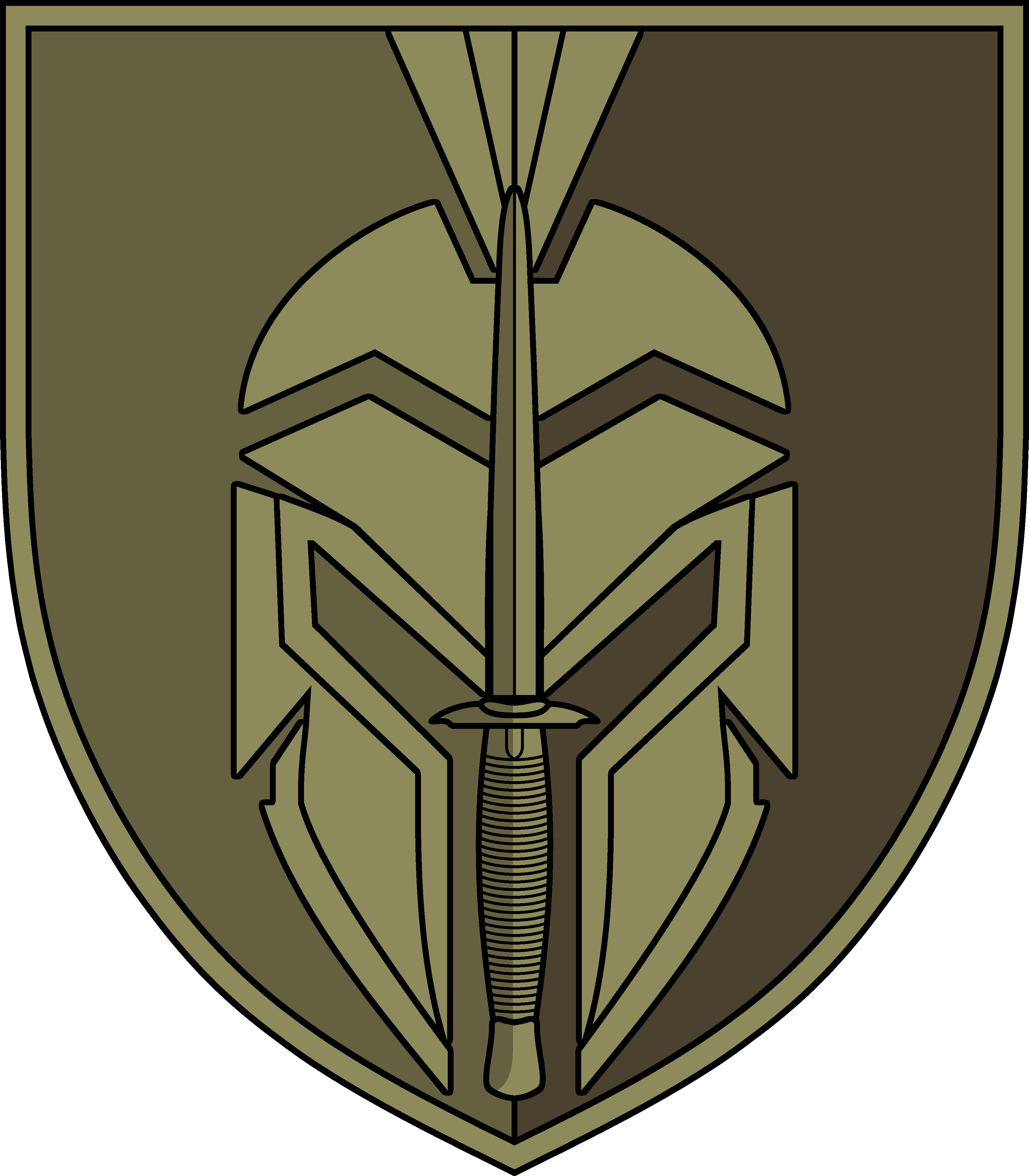
第1營的現行肩章，隱蔽版本。

## 裝備

### 輕型武器
第1營使用的武器類型較少，主要是蘇聯／俄羅斯製和西方製的混合裝備。與其他營相似，該部隊配備了卡拉什尼科夫系列步槍，如AK-74和AK-74M。相比之下，第1營的卡拉什尼科夫步槍型號較為現代化，而第2營則多使用其他步槍如FN FAL自動步槍和AKM突擊步槍。
此外，該營也配備一些由西方提供的其他步槍，包括M4 卡賓槍、FN SCAR突擊步槍和CZ 805布倫突擊步槍。但據一些軍團士兵反映，部分武器曾出現遺失情況。
截至2024年7月，該軍團所配備的輕型武器包括：
- AK-74突擊步槍：蘇聯／俄羅斯突擊步槍
- AK-74M突擊步槍：俄羅斯突擊步槍
- M4卡賓槍：美國突擊步槍
- FN SCAR突擊步槍：比利時突擊步槍
- CZ 805布倫突擊步槍：捷克突擊步槍

## 俄烏戰爭

### 俄羅斯入侵烏克蘭

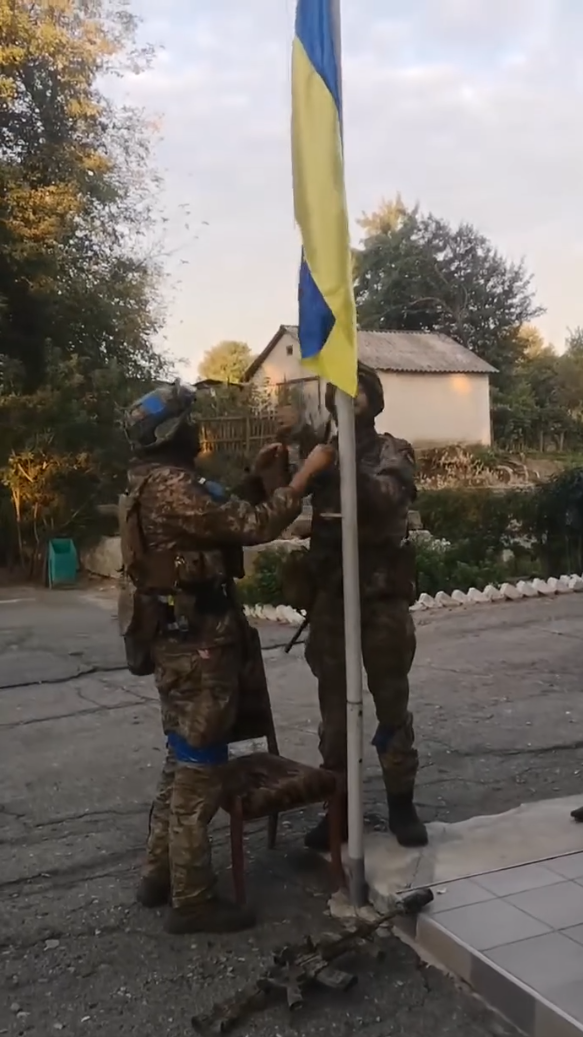
該營在2022年9月11日解放庫皮揚斯克。

在俄羅斯入侵烏克蘭的關鍵戰役中，該營多次投入戰鬥。

### 庫皮揚斯克戰役
2022年9月6日，烏克蘭部隊在哈爾科夫州展開大規模反攻。在這次反攻中，烏軍收復500多個村鎮，奪回了哈爾科夫州超過12000 平方公里的土地。這次行動接續於8月底的赫爾松反攻，並迫使俄軍從整個烏克蘭東部地區撤退。第1營的Bravo連在圍繞 庫皮揚斯克戰役中發揮重要作用，特別是在彼得羅巴甫利夫卡村。該村被視為庫皮揚斯克的一個關鍵後勤樞紐。
2022年9月11日，國際軍團官方帳號發佈一段影片，顯示第1營在哈爾科夫反攻中於庫皮揚斯克舉起烏克蘭國旗，展示他們在戰鬥中的勝利。解放彼得羅巴甫利夫卡後，該營和軍團繼續向東推進。當前線推進到奥斯科爾河以東時，軍團士兵開始防守新據點。

### 巴赫穆特戰役
2023年3月和4月，隨著烏軍在巴赫穆特面臨的防線逐漸崩潰，國際軍團第3營與第1營的Bravo I連中的Kenobi死亡軍團等多個小組一同參與巴赫穆特的防禦。國際軍團形容這場戰役是「自戰爭爆發以來最艱苦的戰鬥之一」。一名軍團士兵表示，在這場戰鬥中激烈交火幾乎不間斷，24小時不斷遭受猛烈炮擊、機槍掃射與火箭襲擊。在激烈的戰鬥中，軍團士兵協助抵禦俄軍對巴赫穆特側翼的攻勢，並確保通往這座被圍困城市的最後補給通道。

## 組織結構
截至2024年7月，第一營的組織結構如下：
- 國際軍團第1步兵營
  - 營部
    - Alfa連
      - Alfa I
      - Alfa II
      - Alfa III
      - Alfa IV 火力支援排
      - Alfa 無人機小組

    -  Bravo連「Kenobi死亡軍團」
      -  Bravo I
      -  Bravo II
        -  Bravo II 無人機小組

      -  Bravo III「狼獾」
      - Bravo IV 火力支援排
      - Bravo 無人機小組

    -  Charlie連
      - Charlie I
      - Charlie II
      - Charlie III
      - Charlie IV 火力支援排
      - Charlie 無人機小組

    - 迫擊砲排
    - 無人機小組
    - 特殊作戰小組「幽靈」